# جو باري
جو باري (بالإنجليزية: Joe Barry)‏ هو مدير فني أمريكي، ولد في 5 يوليو 1970 في بولدر في الولايات المتحدة.